# NGC 2672
NGC 2672 è una galassia ellittica nella costellazione del Cancro.
Si individua poco più di 1 grado a NE della stella δ Cancri; si può iniziare a scorgere con strumenti quali telescopi di 120-150mm o, meglio ancora, con uno strumento da 200mm, nel quale si presenta come un alone chiaro dai contorni sfumati; in telescopi più potenti si nota pure una galassia più piccola che quasi le si sovrappone: si tratta di NGC 2673, una piccola ellittica distante dalla precedente 5 megaparsec, equivalenti a circa 16 milioni di anni luce. NGC 2672 è in realtà una galassia ellittica gigante, la cui distanza dalla nostra Via Lattea è stimata intorno ai 200 milioni di anni luce.